# X Japan (formație)
X Japan (エックス・ジャパン Ekkusu Japan?) este o formație heavy metal japoneză, fondată în 1982 de către bateristul și pianistul Yoshiki Hayashi și vocalistul Toshimitsu "Toshi" Deyama. Numele pe care l-au folosit la început a fost X (エックス), grupul având primul succes în 1989 când au scos al doilea album, Blue Blood. La început au cântat power/speed metal, mai târziu gravitând înspre un sunet mai progresiv, neuitând vreodată baladele. După alte 3 albume, s-au desființat în 1997. S-au reunit în 2007. Au devenit în lumea visual kei în anii 1990 cu trupe precum Kuroyume, Shazna și Malice Mizer.

## Istorie

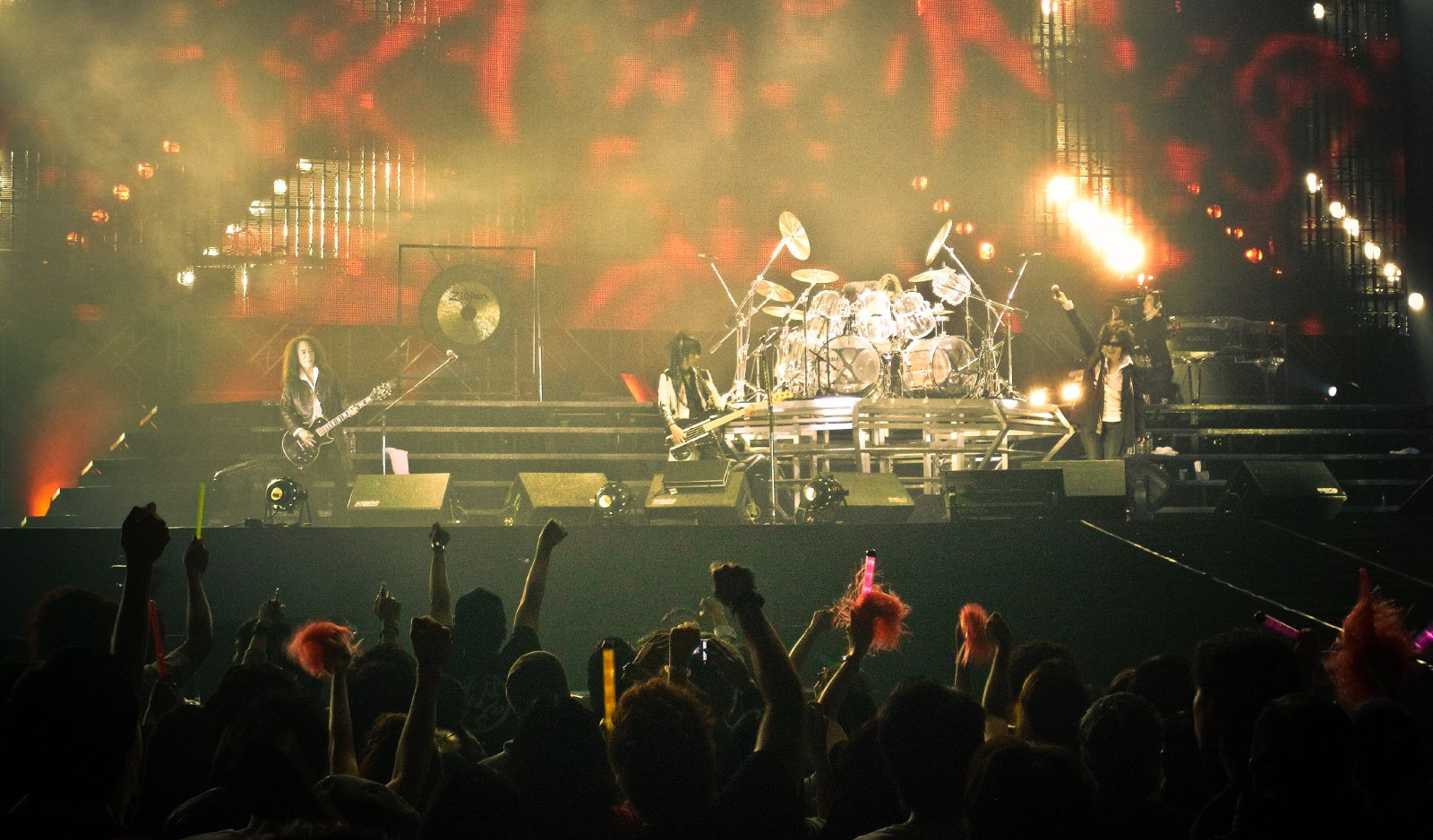
X Japan, Hong Kong (2009)

Trupa a fost formată în anul 1982 de Yoshiki și Toshi. Ei a lansat piesa I'll Kill You cu Dada Records. Ei au lansat primul album major numit Blue Blood în anul 1989. În anul 1991 X Japan a lansat ultimul album sub numele de X numit Jealousy. Taiji părăsește formația și este înlocuit de Heath. Ei au lansat ultimele două albume Art of Life și Dahila.

## Membrii
- Toshi – vocal, chitară acustică (1982–97, 2007–present)
- Yoshiki – drums, piano, keyboards, bandleader (1982–97, 2007–present)
- Pata – chitară ritmică, chitară acustică, voce de fundal (1987–97, 2007–present)
- Heath – chitară bas, voce de fundal (1992–97, 2007–present)
- Sugizo – chitară solo, violin, voce de fundal (2009–present)

### Former members
- Yuji "Terry" Izumisawa (泉沢裕二 Izumisawa Yuji?) – chitară (1982–85)
- Tomoyuki "Tomo" Ogata (オガタトモユキ Ogata Tomoyuki?) – chitară (1984–85)
- Atsushi Tokuo (徳応アツシ Tokuo Atsushi?) – chitară bas (1984–85)
- Kenichi "Eddie Van" Koide (小出健一 Koide Kenichi?) – chitară (1985)
- Yoshifumi "Hally" Yoshida (吉田良文 Yoshida Yoshifumi?) – chitară (1985)
- Mita "Zen/Xenon" Kazuaki (三田一光 Kazuaki Mita?) – chitară (1985–86)
- Hisashi "Jun/Shu" Takai (高井寿 Takai Hisashi?) – chitară (1985, 1986)
- Hikaru Utaka (宇高光 Utaka Hikaru?) – chitară bas (1985–86)
- Masanori "Kerry" Takahashi (高橋雅則 Takahashi Masanori?) – chitară (1986)
- Satoru Inoue (井上悟 Inoue Satoru?) – chitară (1986)
- Isao Hori (堀功 Hori Isao?) – chitară (1987)[1][2]
- Taiji – chitară bas, chitară acustică, voce de fundal (1985, 1986–92)
- hide – chitară solo, chitară acustică, voce de fundal (1987–97)
  - Although hide is deceased, the band still considers him a member and introduces him at every concert, with the group going as far as to play audio/video clips of his voice/guitar for some songs.

## Discografie
Albume de studio
- Vanishing Vision (1988)
- Blue Blood (1989)
- Jealousy (1991)
- Art of Life (1993)
- Dahlia (1996)